# القاضي عياض
أبو الفضل عياض بن موسى بن عياض بن عمرو بن موسى بن عياض السبتي اليحصبي (476 هـ - 544 هـ / 1083م - 1149م) القاضي المالكي. والعلامة والفقيه والمؤرخ العارف بعلوم عصره.

## حياته
كان أسلاف القاضي عياض قد نزلوا مدينة «بسطة» الأندلسية من نواحي «غرناطة» واستقروا بها، ثم انتقلوا إلى مدينة فاس المغربية، ثم غادرها جده «عمرون» إلى مدينة سبتة حوالي سنة (373 هـ / 893م)، واشتهرت أسرته بـسبتة؛ بالتقوى والصلاح. ولد عياض في سبتة بتاريخ (15 شعبان 476 هـ / 28 ديسمبر 1083م)، وبها نشأ وتعلم، وتتلمذ على شيوخها. جلس للمناظرة وله نحو ثمان وعشرين سنة. وولي القضاء وله خمس وثلاثون، حتى وصل إلى قضاء سبتة ثم غرناطة، فذاع صيته وحمد الناس سيرته.

## الرحلة في طلب العلم
رحل عياض إلى الأندلس سنة 507 هـ /1113 م طلبًا لسماع الحديث وتحقيق الروايات، وطاف بحواضر الأندلس التي كانت تفخر بشيوخها وأعلامها في الفقه والحديث؛ فنزل قرطبة أول ما نزل، وأخذ عن شيوخها المعروفين كـ«ابن عتاب»، و«ابن الحاج»، و«ابن رشد»، و«أبي الحسين بن سراج» وغيرهم، ثم رحل إلى «مرسية» سنة 508 هـ / 1114 م، والتقى بأبي علي الحسين بن محمد الصدفي، وكان حافظًا متقنًا حجة في عصره، فلازمه، وسمع عليه الصحيحين البخاري ومسلم، وأجازه بجميع مروياته.
اكتفى عياض بما حصله في رحلته إلى الأندلس، ولم يلبث أن رحل إلى المشرق مثلما يفعل غيره من طلاب العلم، وفي هذا إشارة إلى ازدهار الحركة العلمية في الأندلس وظهور عدد كبير من علمائها في ميادين الثقافة العربية والإسلامية، يناظرون في سعة علمهم ونبوغهم علماء المشرق المعروفين.
عاد عياض إلى «سبتة» غزير العلم، جامعًا معارف واسعة؛ فاتجهت إليه الأنظار، والتفَّ حوله طلاب العلم وطلاب الفتوى، وكانت عودته في (7 من جمادى الآخرة 508 هـ == 9 من أكتوبر 1114 م)، وجلس للتدريس وهو في الثانية والثلاثين من عمره، ثم تقلد منصب القضاء في «سبتة» سنة (515 هـ = 1121 م) وظل في منصبه ستة عشر عامًا، وكان موضع تقدير الناس وإجلالهم له، ثم تولى قضاء «غرناطة» سنة (531 هـ = 1136 م) وأقام بها مدة، ثم عاد إلى «سبتة» مرة أخرى ليتولى قضاءها سنة (539 هـ == 1144 م).

## القاضي عياض محدثًا
كانت حياة القاضي عياض موزعة بين القضاء والإقراء والتأليف، غير أن الذي أذاع شهرته، وخلَّد ذكره هو مصنفاته التي بوَّأَتْه مكانة رفيعة بين كبار الأئمة في تاريخ الإسلام، وحسبك مؤلفاته التي تشهد على سعة العلم وإتقان الحفظ، وجودة الفكر، والتبحر في فنون مختلفة من العلم.
وكان القاضي عياض في علم الحديث الفذَّ في الحفظ والرواية والدراية، العارف بطرقه، الحافظ لرجاله، البصير بحالهم؛ ولكي ينال هذه المكانة المرموقة كان سعيه الحثيث في سماع الحديث من رجاله المعروفين والرحلة في طلبه، حتى تحقق له من علو الإسناد والضبط والإتقان ما لم يتحقق إلا للجهابذة من المحدِّثين، وكان منهج عياض في الرواية يقوم على التحقيق والتدقيق وتوثيق المتن، وهو يعد النقل والرواية الأصل في إثبات صحة الحديث، وتشدد في قضية النقد لمتن الحديث ولفظه، وتأويل لفظه أو روايته بالمعنى، وما يجره ذلك من أبواب الخلاف.
وطالب المحدث أن ينقل الحديث مثلما سمعه ورواه، وأنه إذا انتقد ما سمعه فإنه يجب عليه إيراد ما سمعه مع التنبيه على ما فيه؛ أي أنه يروي الحديث كما سمعه مع بيان ما يَعِنُّ له من تصويب فيه، دون قطع برأي يؤدي إلى الجرأة على الحديث، ويفتح بابًا للتهجم قد يحمل صاحبه على التعبير والتصرف في الحديث بالرأي.
وألَّف القاضي في شرح الحديث ثلاثة كتب هي: «مشارق الأنوار على صحاح الآثار» وهو من أدَلِّ الكتب على سعة ثقافة عياض في علم الحديث وقدرته على الضبط والفهم، والتنبيه على مواطن الخطأ والوهم والزلل والتصحيف، وقد ضبط عياض في هذا الكتاب ما التبس أو أشكل من ألفاظ الحديث الذي ورد في الصحيحين وموطأ مالك، وشرح ما غمض في الكتب الثلاثة من ألفاظ، وحرَّر ما وقع فيه من الاختلاف، أو تصرف فيه الرواة بالخطأ والتوهم في السند والمتن، ثم رتَّب هذه الكلمات التي عرض لها على ترتيب حروف المعجم.
أما الكتابان الآخران فهما «إكمال المعلم» شرح فيه صحيح مسلم، و«بغية الرائد لما في حديث أم زرع من الفوائد».
وله في علم الحديث كتاب عظيم هو «الإلماع في ضبط الرواية وتقييد السماع»

## القاضي عياض مؤرخا
ودخل القاضي ميدان التاريخ من باب الفقه والحديث، فألَّف كتابه المعروف «ترتيب المدارك وتقريب المسالك لمعرفة أعلام مذهب مالك»، وهو يُعَدُّ أكبر موسوعة تتناول تراجم رجال المذهب المالكي ورواة «الموطأ» وعلمائه، وقد استهلَّ الكتاب ببيان فضل علم أهل المدينة، ودافع عن نظرية المالكية في الأخذ بعمل أهل المدينة، باعتباره عندهم من أصول التشريع، وحاول ترجيح مذهبه على سائر المذاهب، ثم شرع في الترجمة للإمام مالك وأصحابه وتلاميذه، وهو يعتمد في كتابه على نظام الطبقات دون اعتبار للترتيب الألفبائي؛ حيث أورد بعد ترجمة الإمام مالك ترجمة أصحابه، ثم أتباعهم طبقة طبقة حتى وصل إلى شيوخه الذين عاصرهم وتلقى على أيديهم.
والتزم في طبقاته التوزيع الجغرافي لمن يترجم لهم، وخصص لكل بلد عنوانًا يدرج تحته علماءه من المالكية؛ فخصص للمدينة ومصر والشام والعراق عناوين خاصة بها، وإن كان ملتزما بنظام الطبقات.
وأفرد لعلمائه وشيوخه الذين التقى بهم في رحلته كتابه المعروف باسم «الغُنية»، ترجم لهم فيه، وتناول حياتهم ومؤلفاتهم وما لهم من مكانة ومنزله وتأثير، كما أفرد مكانا لشيخه القاضي أبي على الحسين الصدفي في كتابه «المعجم» تعرض فيه لشيخه وأخباره وشيوخه، وكان «الصدفي» عالمًا عظيما اتسعت مروياته، وصار حلقة وصل بين سلاسل الإسناد لعلماء المشرق والمغرب؛ لكثرة ما قابل من العلماء، وروى عنهم، واستُجيز منهم.

## مؤلفاته

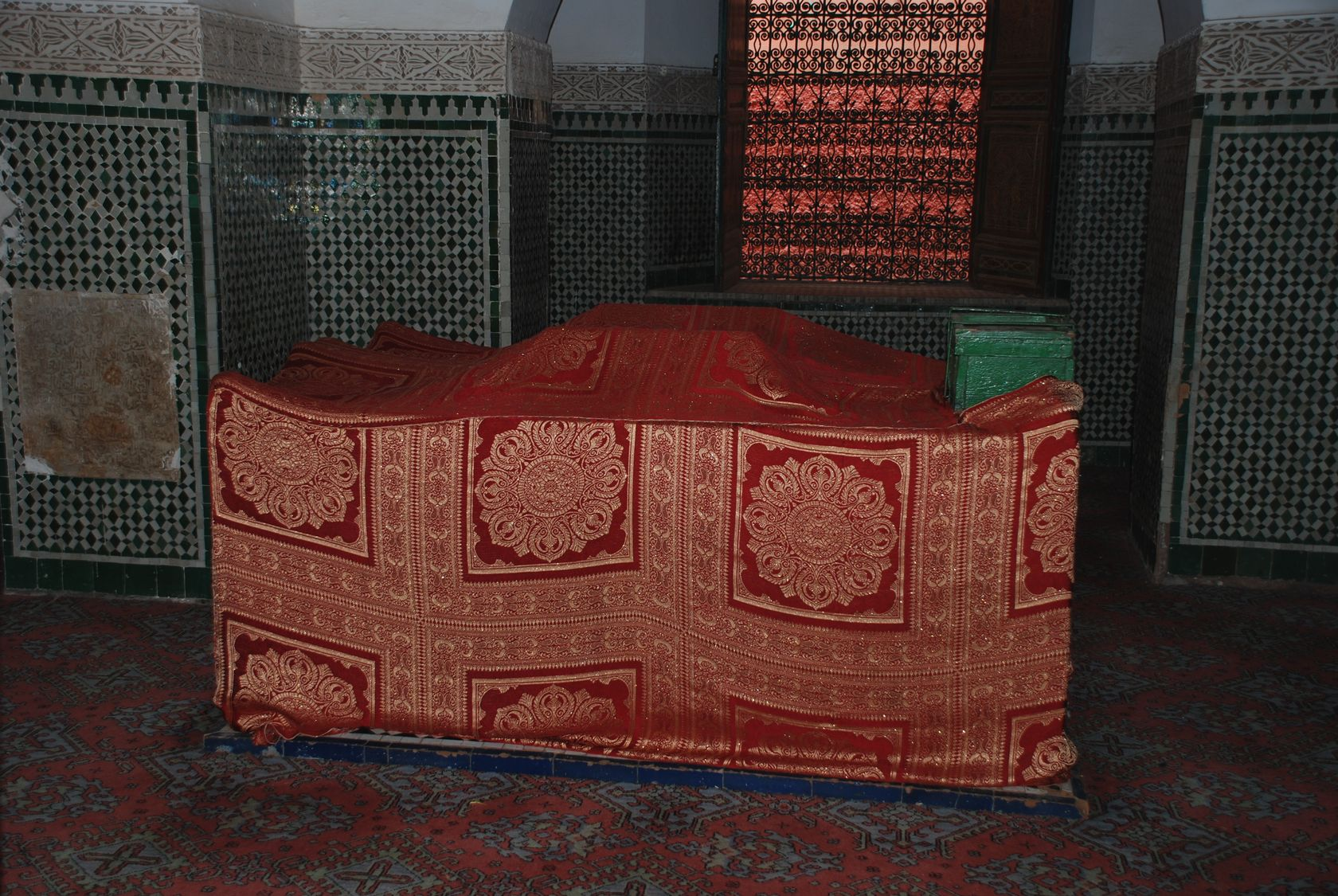
ضريح القاضي عياض

له مصنفات كثيرة، يصفها ابن خلكان في وفيات الأعيان -قائلا-: «كل تواليفه بديعة».
- إكمال المعلم بفوائد صحيح مسلم.
- الشفا بتعريف حقوق المصطفى.[7]
- مشارق الأنوار على صحاح الآثار، وهو كتاب مفيد في تفسير غريب الحديث المختص بكتب الصحاح الثلاثة وهي: الموطأ وصحيح البخاري وصحيح مسلم.
- الإعلام بحدود قواعد الإسلام.
- الغنية.
- ترتيب المدارك وتنوير المسالك لمعرفة أعلام مذهب مالك.
- التنبيهات المستنبطة على المدونة.
- مذاهب الحكام في نوازل الأحكام.
- الإلماع إلى معرفة أصول الرواية وتقييد السماع.

## مقتله
قتل القاضي عياض في مراكش ودفن بها سنة 544 هـ. ودفن في حي هيلانة مع مولاي علي الشريف في نفس المكان.
ويرجع سبب قتله إلى رفضه الاعتراف بابن تومرت الذي ادعى أنه هو الإمام المهدي المنتظر وقد أمر أن يؤلف كتابا يقر فيه أن ابن تومرت المهدي المنتظر.
وعند قتله انغرزت الرماح في جسده وقطع أشلاء.[بحاجة لمصدر] وجمع ودفن بدون جنازة ولا غسل كأنه واحد من غير المسلمين، ثم أقطعوا تلك المنطقة للنصارى فبنوا بجوار قبره كنيسة وبعض الدور. وعثر على قبر القاضي عياض سنة 712 هـ في عهد الدولة المرينية والتي أسقطت دولة الموحدين، وفرح الناس والعلماء بذلك الأمر بشدة، وأمر القاضي أبو إسحاق بن الصباغ بتسوية ما حول القبر وإشهاره وإظهاره، واجتمع الناس عنده وصلوا عليه مرات كثيرة.[بحاجة لمصدر]

## كتب تحدثت عنه
أشهرها كتاب «القاضي عياض وجهوده في علمي الحديث دراية ورواية» لمؤلفه أ.د. البشير علي حمد الترابي.